# Hongjun Wu
Hongjun Wu ist ein asiatischer Kryptograph. Er ist Assistenzprofessor an der Technischen Universität Nanyang und entwickelte zahlreiche Algorithmen im Bereich der symmetrischen Kryptographie.

## Leben
Wu studierte 1994 bis 2000 an der Nationaluniversität Singapur und promovierte von 2005 bis 2008 an der Katholischen Universität Löwen. Seit 2010 arbeitet er an der Technischen Universität Nanyang. Wu entwickelte mehrere kryptographischen Algorithmen, die erfolgreich an Auswahlverfahren teilnahmen:
- 2004 entwickelte Wu die Stromchiffre HC-256.[1] Eine Variante HC-128 wurde 2008 im eSTREAM-Verfahren als einer von vier Algorithmen im Bereich Software ausgewählt.[2]
- 2010 wurde die Hashfunktion JH einer von fünf Finalisten im SHA-3-Auswahlverfahren.[3]
- 2014 wurde das Passwort-Hashing-Verfahren Pomelo einer von sieben Finalisten der Password Hashing Competition.[4]
- 2015 kamen insgesamt vier Algorithmen für eine Authentifizierte Verschlüsselung, an denen Wu mitgewirkt oder die er allein entwickelt hatte, in die zweite Runde der CAESAR Competition: ACORN, AEGIS, AES-JAMBU, MORUS. Damit schied keiner der von Wu eingereichten Vorschläge aus.[5]